# Manierisme
Manierismen eller senrenæssancen er en kunstretning, der i det 16. århundrede fulgte efter højrenæssancen og blev efterfulgt af barokken. Manierismen kendetegnes ved overdrevent langstrakte skikkelser og forkærlighed for overbroderede klædedragter og perspektivisk opereres der med meget stærke forkortninger.

## Fremtrædende manierister
- Pontormo
- Bronzino
- El Greco

## Eksterne kilder og henvisninger
- Wikimedia Commons har flere filer relateret til Manierisme

| Historie | Spire Denne historieartikel er en spire som bør udbygges. Du er velkommen til at hjælpe Wikipedia ved at udvide den. |